# Nina Papavasiliou
Nina Papavasiliou es una inmunóloga y profesora Helmholtz en la División de Diversidad Inmune del Centro Alemán de Investigación del Cáncer en Heidelberg, Alemania.  También es profesora adjunta en la Universidad Rockefeller, donde anteriormente fue profesora asociada y jefa del Laboratorio de Biología de Linfocitos.  Es conocida por su trabajo en los campos de la edición de ADN y ARN. 

## Educación y carrera
Papavasiliou recibió su licenciatura en biología en Oberlin College en 1992. Luego completó su doctorado en la Universidad Rockefeller en el Laboratorio de Inmunología Molecular de Michel C. Nussenzweig. Allí, comenzó a estudiar cómo los receptores de antígenos de células B, o anticuerpos anclados a la membrana celular, sufren mutaciones para que puedan reconocer específicamente un antígeno particular y provocar una respuesta inmunitaria. Siguió ese interés a la Escuela de Medicina de Yale, donde trabajó como becaria postdoctoral en el laboratorio de David G. Schatz.

## Investigación
Sus investigaciones se centran en desmitificar cómo las células y organismos diversifican y expanden la información codificada en sus genomas, tanto a nivel de ADN como de ARN.  Abrió su Laboratorio de Biología de Linfocitos en la Universidad de Rockefeller en 2001 como profesora asistente. Gran parte del trabajo inicial de su grupo se realizó en el contexto de la respuesta inmune adaptativa, que es capaz de combatir una amplia gama de patógenos que buscan invadir el huésped generando rápidamente nuevos anticuerpos que son capaces de reconocer específicamente un invasor dado.  Su grupo ha trabajado para caracterizar la actividad de una enzima conocida como citidina desaminasa (AID) inducida por activación. AID cambia los residuos de citidina (C) a uracilo (U) en el ADN, que se reconoce como daño en el ADN y se repara de tal manera que introduce timidina (T), mutando efectivamente Cs a Ts en el ADN.  El proceso se conoce como hipermutación somática y es cómo las células B pueden introducir rápidamente mutaciones de ADN en receptores que reconocen a los invasores, conocidos como antígenos . Su laboratorio ha trabajado para comprender cómo se regula la expresión de AID en el sistema inmunológico y cómo este se dirige a ciertos genes para la mutación.
También estudia la edición de ARN en el contexto de la respuesta inmune innata utilizando métodos de secuenciación y bioinformática de próxima generación para identificar y caracterizar los objetivos de edición de ARN. Su grupo identificó por primera vez los nuevos objetivos de edición de ARN de APOBEC1, que muta una citosina a un uracilo en una transcripción de ARN, y se pensó previamente que solo editaba la apolipoproteína B (apoB) en el intestino delgado. Desde entonces, su grupo ha intentado caracterizar el posible papel que la edición APOBEC1 puede tener fuera de su función con apoB.
Papavasiliou más recientemente se ramificó para estudiar los mecanismos de variación antigénica, o cómo los patógenos varían sus proteínas de superficie para escapar de la respuesta inmunitaria, utilizando Trypanosoma brucei, el parásito que causa la enfermedad del sueño africana, como organismo modelo. Su grupo ha desarrollado nuevas herramientas para comprender mejor la dinámica del cambio de la capa de proteínas en los tripanosomas, y está trabajando para comprender mejor los mecanismos mediante los cuales los tripanosomas pueden diversificar sus proteínas de la cubierta en el curso de una infección.
En 2016, se mudó al Centro Alemán de Investigación del Cáncer para comenzar su laboratorio en la División de Diversidad Inmune con el apoyo adicional de una Beca de Consolidación del Consejo Europeo de Investigación.

## Premios y honores
- Keck Fellow, 2002[18]
- Searle Scholar, 2003[19]
- Fondo Becario Sinsheimer, 2005[18]
- Premio Thorbecke, Society for Leukocyte Biology, 2006[20]
- Finalista del Premio de la Fundación Vilcek por Promesa Creativa en Ciencias Biomédicas, 2009[21]
- Premio al Proyecto de Investigación Transformativa del Director de los Institutos Nacionales de la Salud, 2011[22]